# Jean-Louis Dupont
Pour les articles homonymes, voir Dupont.
Jean-Louis Dupont, né le 17 mars 1956 à Beaumont-de-Lomagne, est un joueur de rugby à XV qui joue avec l'équipe de France en 1983 et le SU Agen, évoluant au poste de talonneur (1,75 m pour 87 kg).

## Carrière

### En club
- Stade beaumontois
- 1978-1987 : SU Agen
- 1987-1994 : Avenir valencien

### En équipe nationale
Il a disputé son seul test match le 5 février 1983, contre l'équipe d'Écosse.
Le 7 novembre 1981, il joue avec les Barbarians français contre la Nouvelle-Zélande à Bayonne. Les Baa-Baas s'inclinent 18 à 28. Le 11 novembre 1982, il joue de nouveau avec les Barbarians français contre l'Argentine à Dax. Les Baa-Baas s'inclinent 8 à 22.

## Palmarès

### En club
- Championnat de France de première division :
  - Champion (1) : 1982
  - Vice-champion (2) : 1984 et 1986
- Challenge Yves du Manoir :
  - Vainqueur (1) : 1983
  - Finaliste  (1) : 1987

### En équipe nationale
- Sélections en équipe nationale : 1
- Tournoi des Cinq Nations disputé : 1983 (vainqueur)

## Vie privée
Le 1er juin 2024, alors qu'en qualité de maire de Faudoas il procède à un mariage, le père de la mariée poignarde son futur gendre. Jean-Louis Dupont intervient en plaquant et en immobilisant l'agresseur.